# Georgi Michailowitsch Gretschko
Georgi Michailowitsch Gretschko (russisch Георгий Михайлович Гречко; * 25. Mai 1931 in Leningrad, Russische SFSR; † 8. April 2017 in Moskau) war ein sowjetischer Kosmonaut.

## Leben

### Beginn der Karriere
In den Wirren des Zweiten Weltkriegs verbrachte Gretschko seine gesamte Kindheit in der Ukraine und kehrte erst 1944 nach Leningrad zurück. Er besuchte ab 1949 in seiner Heimatstadt das Institut für Mechanik, das er sechs Jahre später mit Auszeichnung abschloss. Später erhielt er noch zwei weitere Abschlüsse: 1967 einen Magister-Titel in Ingenieurwissenschaften und 1984 eine Promotion in Physik und Mathematik.
1954 begann Gretschko als Mechaniker im Konstruktionsbüro (OKB-1) von Sergei Koroljow zu arbeiten. Ab dem folgenden Jahr war er als Ingenieur beschäftigt und berechnete die Flugbahnen von Sputnik 1 sowie anderer Satelliten und Raumsonden. Er war auch am Luna-Programm beteiligt, besonders an den Mondsonden Luna 9 bis 13. Außerdem wurde ihm die Leitung einer eigenen OKB-Gruppe übertragen.

### Auswahl zum Kosmonauten
Mitte Mai 1964 schlug Koroljow 14 Ingenieure vor, die die Voraussetzungen mitbrachten, Kosmonauten zu werden. Daraus gingen sechs Kandidaten hervor, die zu den intensiven medizinischen Tests geschickt wurden. Im Mai 1966 wurden drei Männer ausgewählt (Wladislaw Wolkow, Waleri Kubassow und Gretschko), die schließlich Anfang September 1966 im „Sternenstädtchen“ bei Moskau mit der Grundausbildung begannen.
Ab Januar 1967 bildete Gretschko gemeinsam mit neun anderen Kosmonauten (darunter auch Juri Gagarin) eine Gruppe, die für einen Flug zum Mond trainierten. Er wurde aber im April 1969 abgezogen und bereitete sich von da an für einen Einsatz mit Sojus-Raumschiffen vor. Nachdem er als Bordingenieur zur zweiten Ersatzbesatzung von Sojus 6 und Sojus 7 gehört hatte, war er zusammen mit Anatoli Filiptschenko, dem Kommandanten von Sojus 7, in die Ersatzmannschaft von Sojus 9 berufen worden.
Ein Jahr nach dem Sojus-9-Flug, im Juni 1971, trainierten Gretschko und Filiptschenko für einen Kopplungsflug von zwei Sojus-Raumschiffen in der Erdumlaufbahn. Danach betreute Gretschko die Kosmonauten, die die sowjetische Raumstation Saljut anfliegen sollten, bis er mit Alexei Gubarew zur Ersatzmannschaft von Sojus 12 gehörte.

### Sojus 17, der erste Flug
Gretschko trainierte weiter zusammen mit Gubarew, bis beide als Besatzung für den Flug Sojus 17 bestimmt wurden. Mitte Januar 1975 starteten beide in Richtung Saljut 4. Nachdem sie angedockt hatten, lebten und arbeiteten sie fast einen Monat an Bord der Station. Vor allem gehörten astronomische und erdbeobachtende Experimente zum Forschungsumfang. Dieser erste Flug zu dieser Raumstation ging nach 29 Tagen zu Ende, was einen neuen sowjetischen Langzeitrekord darstellte. Die US-Amerikaner hatten dagegen mit Skylab 4 fast drei Monate in einer Raumstation verbracht.

### Sojus 26, der zweite Flug
Nach seinem erfolgreichen Debüt bereitete sich Gretschko für weitere Flüge zu einer Raumstation vor. Nach dem missglückten Versuch einer Kopplung von Sojus 25 im Oktober 1977 an Saljut 6 sollte das Gretschko mit seinem neuen Kommandanten Juri Romanenko beim nächsten Flug zwei Monate danach gelingen.
Sojus 26 startete am 10. Dezember 1977. 22 Stunden später dockten die Kosmonauten am Heck von Saljut 6 an. Anderthalb Wochen später sollten die Raumfahrer herausfinden, warum ihre Kollegen zwei Monate zuvor nicht an der Station festmachen konnten. Beide unternahmen einen kurzen Ausstieg, konnten aber keine Beschädigungen am vorderen Andockstutzen erkennen.
Genau einen Monat nach ihrem Aufbruch, erreichte Sojus 27 die Raumstation. Wladimir Dschanibekow und Oleg Makarow kamen als Besuch und brachten ein frisches Sojus-Raumschiff mit. Nach fünf Tagen kehrten die zwei Gäste mit dem Sojus-26-Raumschiff zurück. Gretschko und Romanenko blieben noch bis Ende März 1978 an Bord. Als sie wieder auf der Erde gelandet waren, hatten sie mit 96 Tagen einen neuen Langzeitrekord aufgestellt. Für die Gesamtzeit im All war Gretschko aufgrund seines vorangegangenen Flugs mit 125 Tagen im All der alleinige Rekordhalter.
Ursprünglich war Gretschko als Ersatzkommandant von Sojus 31 vorgesehen. Er wurde aber von dem Interkosmos-Flug mit dem Deutschen Sigmund Jähn abgezogen, weil er sich sehr gut mit dem Kopplungsstutzen der Saljut-Station auskannte.
Nach Sojus 26 arbeitete Gretschko als Verbindungssprecher in der Bodenkontrolle und trainierte ab Herbst 1983 als Bordingenieur in der Ersatzbesatzung von Sojus T-11, mit Kommandant Anatoli Beresowoi und dem indischen Forschungskosmonauten Ravish Malhotra.

### Sojus T-14, der dritte Flug
Die drei Jahre alte Raumstation Saljut 7 hatte seit dem Frühjahr 1985 mit erheblichen Energieproblemen zu kämpfen. Im Juni wurde mit Sojus T-13 ein „Reparaturtrupp“ in den Orbit geschickt. Das Kosmonautenduo Wladimir Dschanibekow und Wiktor Sawinych sollte die Station wieder arbeitsfähig machen. Drei Monate später wurde Gretschko zusammen mit Kommandant Wladimir Wasjutin und Forschungskosmonaut Alexander Wolkow mit Sojus T-14 zu Saljut 7 entsandt. Gretschkos Aufgabe bestand lediglich darin, die Arbeit von Dschanibekow und Sawinych an der Station aus Sicht des Ingenieurs zu begutachten und die weitere Flugtauglichkeit von Saljut 7 zu attestieren. Nach nur einer Woche kehrten er und Dschanibekow, der 112 Tage an Bord gewesen war, wieder zur Erde zurück.

### Nach der Raumfahrt
Gretschko verließ 1986 den Kosmonautenkader und nahm eine Stelle in der sowjetischen Akademie der Wissenschaften in Moskau an. Er arbeitete als Geophysiker im Institut für Atmosphärenphysik und war dort maßgeblich an der Entwicklung einiger Experimente für die Raumstation Mir beteiligt.
Im März 1992 ging Gretschko von der Akademie ab und übernahm für zwei Jahre die Präsidentschaft der Föderation für Frieden und Versöhnung. Dabei handelt es sich um eine nichtstaatliche Organisation mit Sitz in Moskau, die an der Friedenssicherheit arbeitet. Seit seinem Ausscheiden war er im Ruhestand.
Georgi Gretschko war dreimal verheiratet und hatte zwei erwachsene Söhne aus erster Ehe.

## Auszeichnungen
- Fliegerkosmonaut der Sowjetunion
- zweifacher Held der Sowjetunion
- dreifacher Träger des Leninordens
- Ziolkowski-Medaille
- Namensgeber für den Nunatak Gora Georgija Grechko in der Antarktis
- Der Asteroid (3148) Grechko ist nach ihm benannt.[1]